# Мартин Палмері
Марти́н Палме́рі (ісп. Martín Palmeri, народився 19 липня 1965 року в Буенос-Айресі) — аргентинський композитор, диригент, піаніст.

## Життя і творчість
Його родина походить з Італії та Данії. Навчався в Аргентині та Італії: композиції у Даніеля Монтеса, Марселя Шевальє, Родольфа Медероса, Вірту Мараньї та Едгара Грані (Нью-Йорк); хорового диригування в Антоніо Руссо та Нестора Задоффа; симфонічного диригування в Марії Бенекрі; співу в Амалії та Хосе Естевера; фортепіано у Едуарда Паеса та Орландо Триподі.
Він композитор вокальних та інструментальних творів, включаючи опери, ораторії, твори для хору та оркестру. Багато з них надихаються формою та гармонією аргентинського танго.
Як диригент хору він працював, серед інших, з хором юридичного факультету Університету Буенос-Айреса, поліфонічним муніципальним хором Вісенте Лопеса, «Вокальний соспір», Колехіо Есклавас дель Саградо Корасон де Хесус де Бельграно, Ескуела Архентино Модело, Академією музики в Буенос-Айресі, «Вокал дель Квартьє». Він виступав як піаніст, граючи свою найвідомішу п'єсу «Misatango — Misa a Buenos Aires» у Німеччині, Аргентині, Австрії, Бельгії, Бразилії, Чилі, Еквадорі, Іспанії, Нідерландах, Ізраїлі, Латвії, Росії, Польщі, Словаччині, Швейцарії та США. У жовтні 2013 року він виконав «Місатанго» перед самим Папою Франциском під час Міжнародного фестивалю духовної музики в Римі.

### Опери
- Матео (1999) — світова прем'єра в театрі «Рома Авелланеда» в Буенос-Айресі
- Стефано

### Оркестрові твори
- «Танго дель Бісентенаріо»
- «Sobre las Cuatro Estaciones» (Про чотири пори року), симфонічна версія для соло-скрипки та сольного бандеона (2004)
- «Концерт бандонеона» у театрі «Рома Авелланеда» (2004)
- «Пресаджо» для скрипки та камерного оркестру (2001)
- «Дует Фантазіозо» для флейти, бандонеона та камерного оркестру (2013)

### Хорові твори
- «Canto de Lejania — Пісня про відстань» (Song of the distance)
- «Oratorio de Navidad» (Різдвяна ораторія, 2003)
- «Misatango — Misa a Buenos Aires». Меса танго для сопрано, хору, бандонеона, фортепіано та струнних струн — світова прем'єра у виконанні Кубинського національного симфонічного оркестру в 1996 році
- «Magnificat» для сопрано, меццо-сопрано, хору, бандонеона, фортепіано та струнних струн — прем'єра у 2012 році в Мілані.
- багато тангових аранжувань для хору а капела.

## Дискографія
- Misatango (Меса танго)
- Presagios
- Віолончельтанго (віолончель танго)